# Binika
Binika es una ciudad y comité de área notificada situada en el distrito de Subarnapur en el estado de Odisha (India). Su población es de 15765 habitantes (2011). Se encuentra a orillas del río Mahanadi a 252 km de Bhubaneswar y a 23 km de Subarnapur.

## Demografía
Según el censo de 2011 la población de Binika era de 15765 habitantes, de los cuales 8110 eran hombres y 7655 eran mujeres. Binika tiene una tasa media de alfabetización del 75,82%, superior a la media estatal del 72,87%: la alfabetización masculina es del 85,97%, y la alfabetización femenina del 65,08%.